# Biblioteca Antonio García Cubas
La Biblioteca Antonio García Cubas es una unidad de información con una colección bibliohemerográfica y cartográfica especializada en geografía y ciencias afines que pertenece al Instituto de Geografía (IG) de la Universidad Nacional Autónoma de México (UNAM). Se encuentra ubicada en el circuito de la Investigación Científica en la Ciudad Universitaria.

## Historia
El 7 de octubre de 1939 se inauguró la biblioteca en el antiguo Observatorio de la Escuela Nacional Preparatoria en el Centro Histórico de la Ciudad de México. La biblioteca lleva el nombre del geógrafo y cartógrafo mexicano Antonio García Cubas.
En 1993, el club Pumas de la UNAM extendió un donativo para la remodelación de la biblioteca. Los recursos fueron dividos para la remodelación y el apoyo en proyectos académicos y de investigación del instituto. El acuerdo estuvo firmado por el entonces rector José Sarukhán Kermez, y Gilberto Borja Navarrete, presidente del comité directivo del club de fútbol.

## Acervo
Posee colecciones cartográficas, bibliohemerográficas y audiovisuales especializadas en geografía.

Dentro de las instalaciones de la biblioteca, cuenta con la Mapoteca Alejandro de Humboldt.

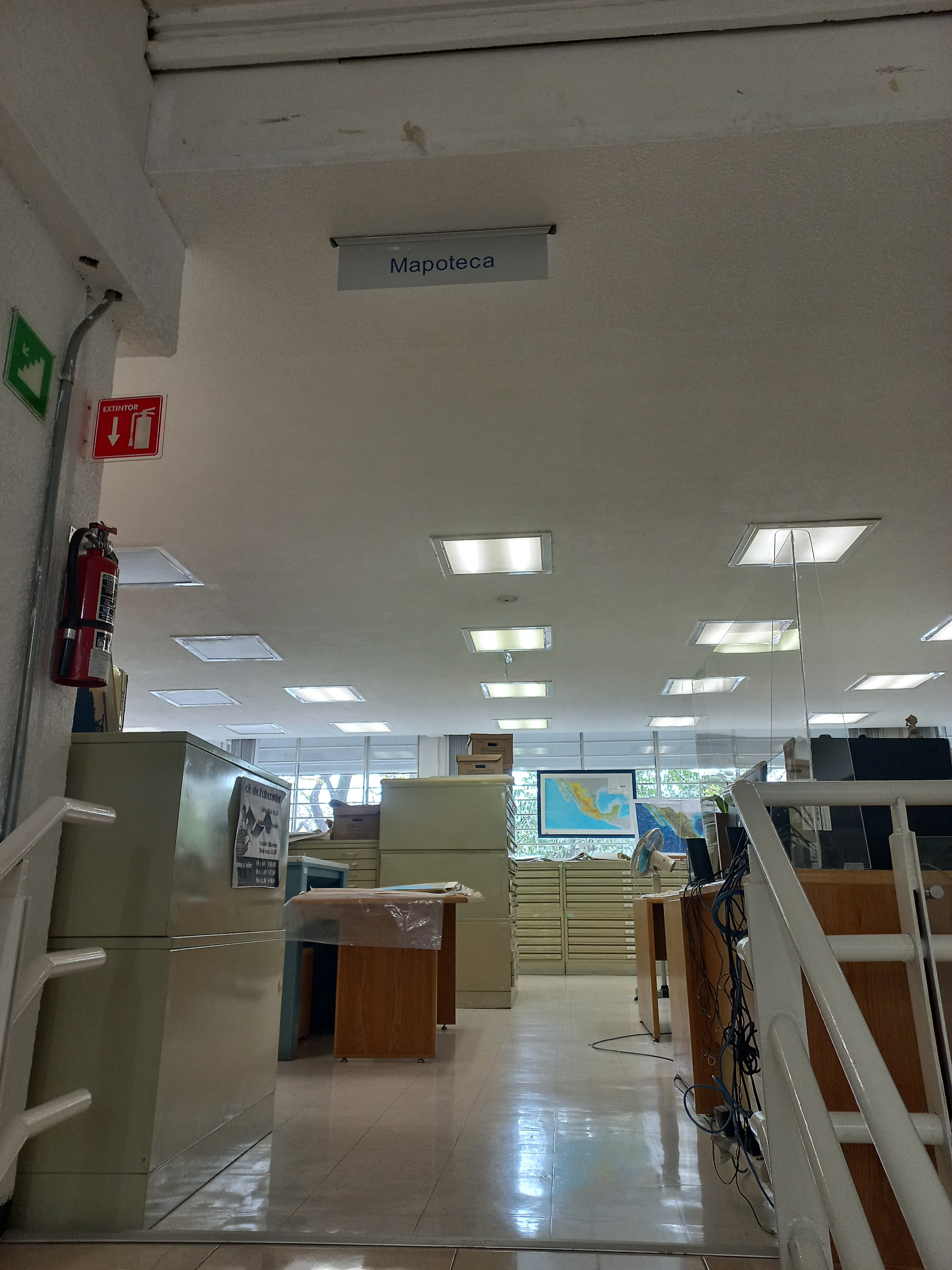
Mapoteca Alejandro de Humboldt del Instituto de Geografía
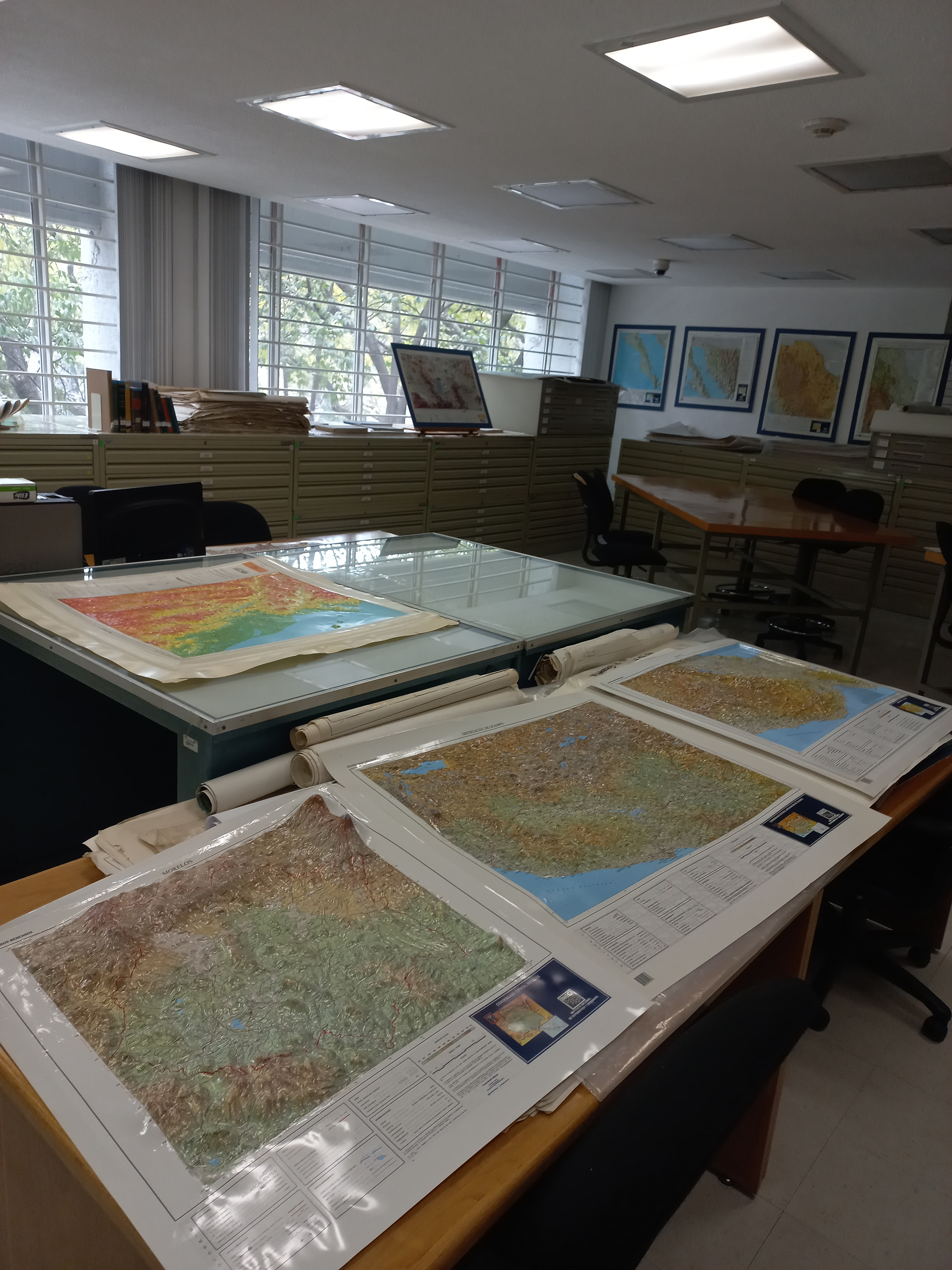
Interior de la Mapoteca Alejandro de Humboldt del Instituto de Geografía